# Kostiantínivka (Bíljorod-Dnistrovski)
Kostiantínivka (en ucraniano: Костянтинівка, romanizado: Kostiantýnivka) es un pueblo ucraniano perteneciente al óblast de Odesa. Situado en el suroeste del país, es parte del raión de Bíljorod-Dnistrovski y del municipio (hromada) de Kulevcha.

## Toponimia
El nombre del asentamiento en otros idiomas de importancia en el asentamiento es Konstantínovka (en ruso: Константиновка; en rumano: Constantinești).

## Geografía
Kostiantínivka forma parte de la región histórica de Budyak.

## Demografía
La evolución de la población de Kostiantínivka entre 1989 y 2001 fue la siguiente:
| 269                                                           | 201 |
| (Fuente: Cities & Towns of Ukraine y UKRAINE: Größere Städte) |     |

Según el censo de 2001, la lengua materna de la mayoría de los habitantes, el 85,45%, es el ucraniano; del 8,18% es el ruso; y el búlgaro, 6,36%.